# Neverending Love
Neverending Love, som släpptes 1986, var den svenska popduon Roxettes första singel. 

## Historia
Neverending Love var från början en låt som hette "Svarta glas" som Per Gessle skrivit till den svenska popsångerskan Pernilla Wahlgren. Hon ville inte spela in den själv och överlät den istället till sin bror, Niclas Wahlgren, som var på väg att släppa den när EMI ringde hans skivbolag Alpha records och bad dem ta bort låten från hans skiva eftersom Per Gessle behövde den själv. Gessle hade skrivit en ny, engelskspråkig version av sången och skulle ge ut den tillsammans med Marie Fredriksson under duonamnet Roxette.
I juli 1986 släpptes singeln och hamnade tvåa på Sommartoppen. Melodin låg även på Trackslistan i fem veckor under perioden 16 augusti-13 september 1986, med tredjeplats som högsta placering.
Två musikvideor spelades in för "Neverending Love". Den första spelades in i Luxemburg 1986, med en rödhårig Marie Fredriksson. Den andra regisserades av Rickard Petrelius, och spelades in i Sverige ett år senare.
Skivbolaget EMI ville inte ha medlemmarna på skivomslaget, dels för att skydda Marie Fredrikssons anseende ifall singeln inte skulle bli framgångsrik.

## Låtlista

### Sida A
1. Neverending Love

### Sida B
1. Neverending Love (Love Mix)

## Listplaceringar
| Lista (1986) | Position |
| ------------ | -------- |
| Sverige      | 3        |

### Fotnoter
1. 1 2  ”Roxette”. Arkiverad från originalet den 24 augusti 2011. https://web.archive.org/web/20110824031633/http://www.roxette.se/discography.php. Läst 22 maj 2011.
2. ↑  ”Svensk mediedatabas”. http://smdb.kb.se/catalog/id/001471144. Läst 14 juni 2011.
3. ↑  Lindström, Sven (20 mars 2024). Att vara Per Gessle
4. ↑  Placeringar på den svenska singellistan